# Farina (Illinois)
Farina – wieś w Stanach Zjednoczonych, w stanie Illinois, w hrabstwie Fayette.